# Tobias G. Natter

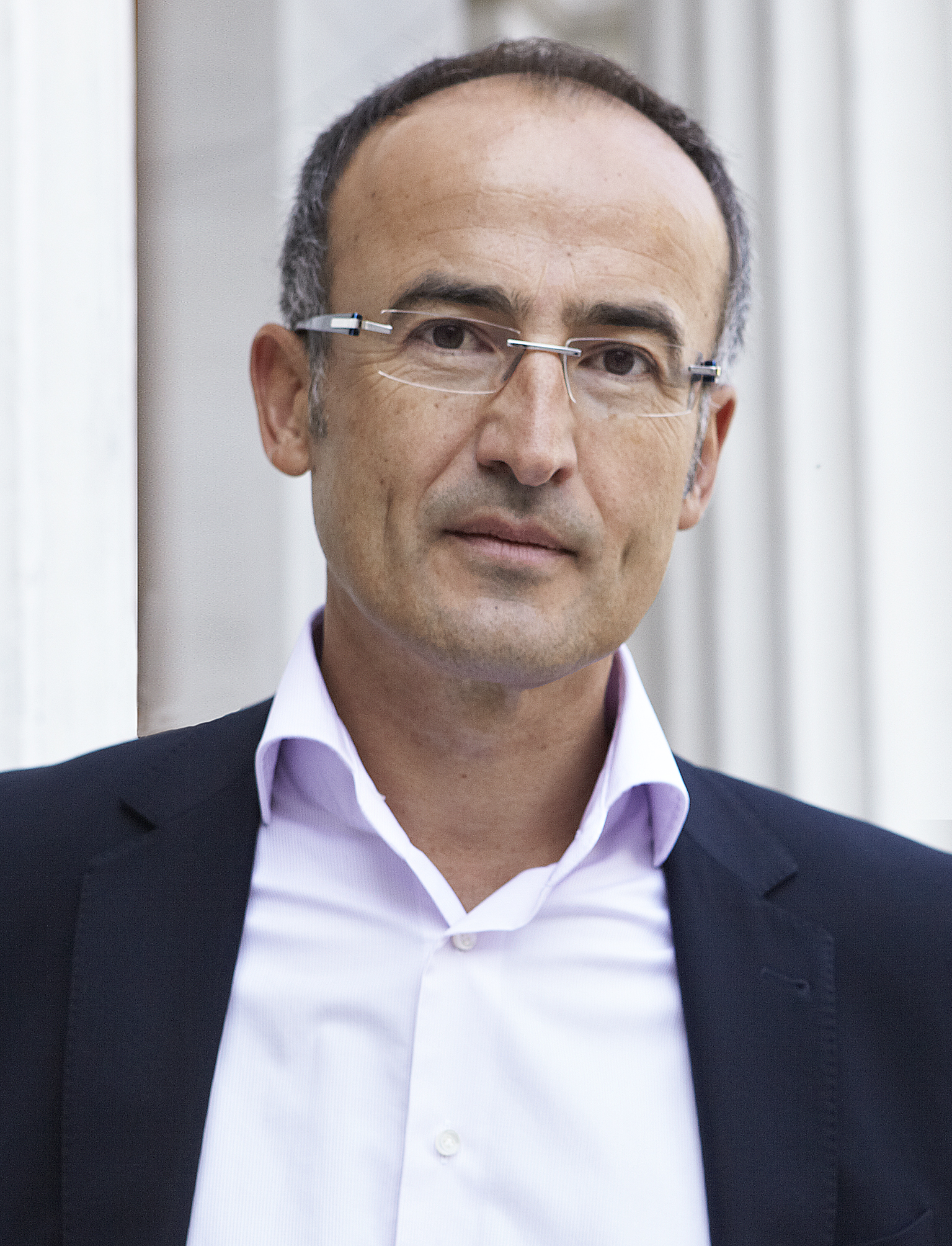
Tobias G. Natter (2011)

Tobias Günter Natter (* 26. Mai 1961 in Dornbirn) ist ein österreichischer Kunsthistoriker, spezialisiert besonders auf die Epoche „Wien um 1900“.

## Leben
Tobias G. Natter studierte an den Universitäten Innsbruck, München und Wien und promovierte 1988 zum Dr. phil. Er begann seine wissenschaftliche Laufbahn am Wien Museum und arbeitete anschließend 15 Jahre an der Österreichischen Galerie Belvedere, zuletzt als Chefkurator. Parallel fungierte Natter häufig für das 1990 wieder errichtete Jüdische Museum Wien als Konsulent und Gastkurator. Im Jahr 2001 realisierte er auf Einladung der neu gegründeten Neuen Galerie New York deren erste Sonderausstellung, die Oskar Kokoschka gewidmet war.
2006 wurde Natter zum Direktor des Vorarlberg Museum in Bregenz bestellt. In dieser Funktion nahm er maßgeblichen Einfluss auf die inhaltliche und bauliche Neuausrichtung des Museums. Anschließend leitete er von 2011 bis 2013 als künstlerischer Direktor das Leopold Museum in Wien, wo er mit Ausstellungen wie nackte männer (2012/13) neue Publikumskreise erschloss.

Im Oktober 2013 erklärte Natter den Rücktritt von dieser Funktion und begründete seinen Schritt mit der von ihm als unvereinbar kritisierten neuen Doppelfunktion seines kaufmännischen Direktors Peter Weinhäupl in der von Ursula Ucicky (* 1922) gegründeten Gustav Klimt Wien 1900 Privatstiftung rund um die Klimt-Sammlung des NS-belasteten Filmemachers Gustav Ucicky.
Im Jahr 2014 macht der Kunsthistoriker sich mit Natter Fine Arts selbständig, ein Unternehmen, das auf die Entwicklung von Ausstellungen, Kunstschätzungen und Gutachten spezialisiert ist. Seit 2011 ist Natter gerichtlich beeideter Sachverständiger, u. a. für die Schätzung des künstlerischen Nachlasses von Maria Lassnig (1919–2014), Ernst Fuchs (1930–2015) und Anton Lehmden (1929–2018).
Natter war und ist Mitglied diverser Kunstkommissionen. Als internationaler Ausstellungsmacher kuratierte er vielbeachtete Ausstellungen für Museen in Österreich, Deutschland, Italien, Frankreich, den USA und Japan. Außerhalb Österreichs für die Hamburger Kunsthalle, die Schirn Kunsthalle Frankfurt, die Tate Gallery London, das Musée d’Orsay Paris, die Fine Arts Museums of San Francisco, die Neue Galerie New York, das Kunsthaus Zürich u. a. Im Rahmen seiner umfangreichen publizistischen Tätigkeit legte Natter die beiden aktuellen Werkverzeichnisse der Gemälde von Gustav Klimt (2012) und von Egon Schiele (2017) vor. Beide Werkverzeichnisse sind in mehreren Sprachen erschienen.
Als Sachverständiger und Experte für österreichische Kunst ist Natter wiederholt als Gutachter tätig, namentlich für Gustav Klimt und Egon Schiele.

## Auszeichnungen
- 2018: Verleihung des Berufstitels Professor durch den österreichischen Bundespräsidenten[6]

## Schriften
- Gustav Klimt: Interiors. Eine Publikation der Neuen Galerie New York, Prestel Verlag, München u. a. 2023, ISBN 978-3-7913-7978-4.
- Der Himmel auf Erden. Barockentwürfe & Design. Hrsg. im Auftrag der Abtei Wettingen-Mehrerau, Bad Vöslau 2023, ISBN 978-3-200-09074-3.
- Hodler, Klimt und die Wiener Werkstätte. Hrsg. im Auftrag des Kunsthaus Zürich, Scheidegger & Spiess, Zürich 2021, ISBN 978-3-03942-016-2.
- The Self-Portrait: From Schiele to Beckmann., Hrsg. im Auftrag der Neuen Galerie New York, Prestel Verlag, München u. a. 2019, ISBN 978-3-7913-5859-8.
- Egon Schiele. Sämtliche Gemälde 1909–1918. Taschen, Köln 2017, ISBN 978-3-8365-4613-3.
- mit Max Hollein (Hrsg.): Klimt & Rodin: An Artistic Encounter. DelMonico Books – Prestel Verlag, München u. a. 2017, ISBN 978-3-7913-5708-9.
- mit Stella Rollig (Hrsg.): Klimt und die Antike. Erotische Begegnungen. Prestel Verlag, München u. a. 2017, ISBN 978-3-7913-5698-3.
- Klimt and The Women of Vienna’s Golden Age 1900–1918. Hrsg. im Auftrag der Neuen Galerie New York, Prestel Verlag, München u. a. 2016, ISBN 978-3-7913-5582-5.
- mit Max Hollein und Klaus Albrecht Schröder (Hrsg.): Kunst für Alle. Der Farbholzschnitt in Wien um 1900. Taschen Verlag, Köln 2016, ISBN 978-90-00-06619-3.
- mit Agnes Husslein-Arco (Hrsg.): Fürstenglanz. Die Macht der Pracht. Belvedere Eigenverlag, Wien 2016, ISBN 978-3-902805-97-3.
- mit Franz Smola (Hrsg.): Kokoschka. Das Ich im Brennpunkt. Christian Brandstätter Verlag, Wien 2013, ISBN 978-3-85033-785-4.
- mit Elisabeth Leopold (Hrsg.): Gustav Klimt. Die Sammlung im Leopold Museum. Hatje Cantz, Ostfildern 2013, ISBN 978-3-7757-3744-9.
- mit Franz Smola (Hrsg.): Wolken. Welt des Flüchtigen. Hatje Cantz, Ostfildern 2013, ISBN 978-3-9503018-4-7.
- Gustav Klimt: Sämtliche Gemälde. Taschen, Köln 2012, ISBN 978-3-8365-2794-1.
- mit Franz Smola und Peter Weinhäupl (Hrsg.): Klimt persönlich. Bilder – Briefe – Einblicke. Christian Brandstätter Verlag, Wien 2012, ISBN 978-3-85033-628-4.
- mit Elisabeth Leopold (Hrsg.): nackte männer. von 1800 bis heute. Hirmer Verlag, München 2012, ISBN 978-3-7774-5721-5.
- mit Michael Fehr und Bettina Habsburg-Lothringen (Hrsg.): Das Schaudepot. Zwischen offenem Magazin und Inszenierung. transcript Verlag, Bielefeld 2010, ISBN 978-3-8376-1616-3.
- Schnee. Rohstoff der Kunst. Hrsg. im Auftrag des Vorarlberger Landesmuseum, Hatje Cantz, Ostfildern 2009, ISBN 978-3-7757-2430-2.
- Gold. Schatzkunst zwischen Bodensee und Chur. Hrsg. im Auftrag des Vorarlberger Landesmuseum. Hatje-Cantz, Ostfildern 2008, ISBN 978-3-7757-2213-1.
- mit Christoph Grunenberg (Hrsg.): Gustav Klimt. Painting, Design and Modern Life. Tate Publishing, London 2008, ISBN 978-1-85437-735-7.
- Gustav Klimt and The Dialogues of the Heterae. Erotic Boundaries in Vienna Around 1900. In: Renée Price (Hrsg.): Gustav Klimt. The Ronald S. Lauder and Serge Sabarsky Collections. Katalog zur gleichnamigen Ausstellung der Neuen Galerie New York. Prestel, München u. a. 2007, ISBN 978-3-7913-3834-7.
- Angelika Kaufmann. Ein Weib von ungeheurem Talent. Hrsg. im Auftrag des Vorarlberger Landesmuseum. Hatje-Cantz, Ostfildern 2007, ISBN 978-3-901802-28-7.
- mit Thomas Trummer (Hrsg.): Die Tafelrunde. Egon Schiele und sein Kreis. DuMont, Köln 2006, ISBN 3-8321-7700-0.
- mit Thomas Trummer (Hrsg.): nach Schiele. DuMont, Köln 2006, ISBN 3-8321-7722-1.
- mit Max Hollein (Hrsg.): Die nackte Wahrheit. Klimt, Schiele, Kokoschka und andere Skandale. Prestel, München u. a. 2005, ISBN 3-7913-3284-8.
- Egon Schiele and the Neulengbach Affair. In: Renée Price (Hrsg.): Egon Schiele. The Ronald S. Lauder und Serge Sabarsky Collection. Prestel, München u. a. 2005, ISBN 3-7913-3390-9.
- mit Ursula Storch (Hrsg.): Schiele & Roessler. Der Künstler und sein Förderer. Kunst und Networking im frühen 20. Jahrhundert. Hatje Cantz, Ostfildern 2004, ISBN 3-7757-1479-0.
- Die Welt von Klimt, Schiele und Kokoschka. Sammler und Mäzene. DuMont, Köln 2003, ISBN 3-8321-7258-0.
- Oskar Kokoschka. Das Moderne Bildnis 1909–1914. Hrsg. im Auftrag der Neuen Galerie New York, DuMont, Köln 2001, ISBN 3-8321-7182-7.
- mit Gerbert Frodl (Hrsg.): Klimt und die Frauen. DuMont, Köln 2000, ISBN 3-7701-5370-7.
- Chaim Soutine. Ein französischer Expressionist. Hrsg. im Auftrag des Jüdischen Museum Wien, Wien 2000, ISBN 3-901398-12-0.
- mit Julius H. Schoeps (Hrsg.): Max Liebermann und die französischen Impressionisten. DuMont, Köln 1997, ISBN 3-7701-4294-2.
- Kokoschka und Wien. Selbstverlag Österreichische Galerie Belvedere, Wien 1996, ISBN 3-85202-131-6.
- aufBRÜCHE. Österreichische Malerei und Plastik der 50er Jahre. Hrsg. im Auftrag der Österreichischen Galerie Belvedere, Wien 1994, ISBN 3-901508-00-7.